# Ventanas (Ecuador)
Ventanas, es una ciudad ecuatoriana; cabecera del Cantón Ventanas, así como la cuarta urbe más grande y poblada de la Provincia de Los Ríos. Se localiza al centro de la región litoral del Ecuador, en una extensa llanura, atravesada por el río Zapotal, a una altitud de 24 m s. n. m. y con un clima lluvioso tropical de 26 °C en promedio.
Es llamada "La Capital maicera del Ecuador" por su importante producción de maíz. Tiene una población de 44.438 habitantes, lo que la convierte en la trigésima octava ciudad más poblada del país. Forma parte de la área metropolitana de Babahoyo, pues su actividad económica, social y comercial está fuertemente ligada a Babahoyo, siendo "ciudad dormitorio" para miles de trabajadores que se trasladan a aquella urbe por vía terrestre diariamente. El conglomerado alberga a más de 300.000 habitantes.
Sus orígenes datan de fines de la época colonial. Desde mediados del siglo XIX, la urbe ha presentado un moderado, pero constante crecimiento demográfico, debido a su producción agrícola, hasta establecer un poblado urbano, que sería posteriormente, uno de los principales núcleos urbanos de la provincia. Es uno de los más importantes centros administrativos, económicos, financieros y comerciales de Los Ríos. Las actividades principales de la ciudad son el comercio, la agricultura y la ganadería.

## Elementos identitarios
- Bandera: La bandera es de forma rectangular y los colores que la forman son verde y blanco, con una dimensión de siete y medio pies de largo por cuatro y medio pies de ancho, teniendo en la franja superior un cuadro de color blanco , en cuyo campo van cinco estrellas verdes. Su significado es; el verde representa la verdura de sus fértiles campos y el blanco representa la pureza de sus hijos por llevar hacia adelante la prosperidad del cantón.

- Escudo: Es de forma heráldica, teniendo en su parte superior un yelmo, como significado del abolengo y tradición de sus antepasados; en el centro se levantan cinco castillos que representan a sus cinco parroquias; al fondo una montaña representando el ramal Sibimbe y en sus faldas el cuerno de la abundancia, derramando los productos del suelo ventanense; también desciende un río, surcado por una balsa conduciéndolos frutos de las feraces tierras litoralenses.

### Toponimia
Existen 2 versiones:

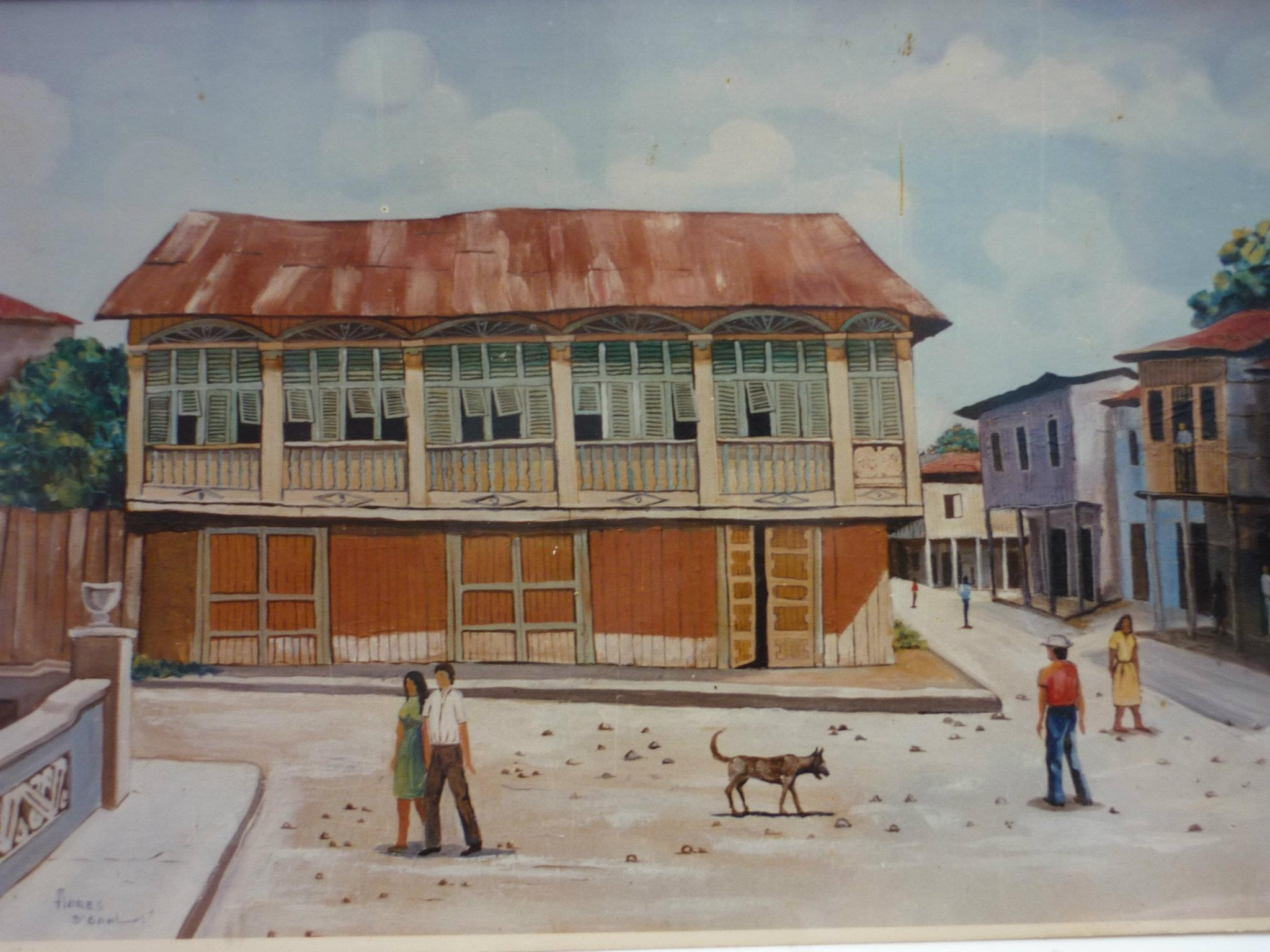
La casa de las ventanas, anónimo.

- La primera dice que se encontraba a corta distancia de las primeras estribaciones de la cordillera, por lo que era uno de los sitios poblados que llegaban los viajeros de la serranía a dejar sus productos al litoral, literalmente abriendo las ventanas del comercio a los viajeros.
- La segunda versión dice que el nombre Ventanas se originó porque un señor de apellido Martínez en su casa de tipo colonial con muchas ventanas, tenía una tienda a la cual acudían los dores a abastecerse de lo necesario y siempre decían "vamos a la casa de las ventanas". Con el tiempo se formó un asentamiento humano que fue creciendo gracias a los viajeros, comerciantes que bajaban hacer trueque y negocios con sus productos de la serranía e intercambiarlos por productos de la costa. Según los residentes así se desarrolló un poblado al que llamaron Ventanas.

## Historia

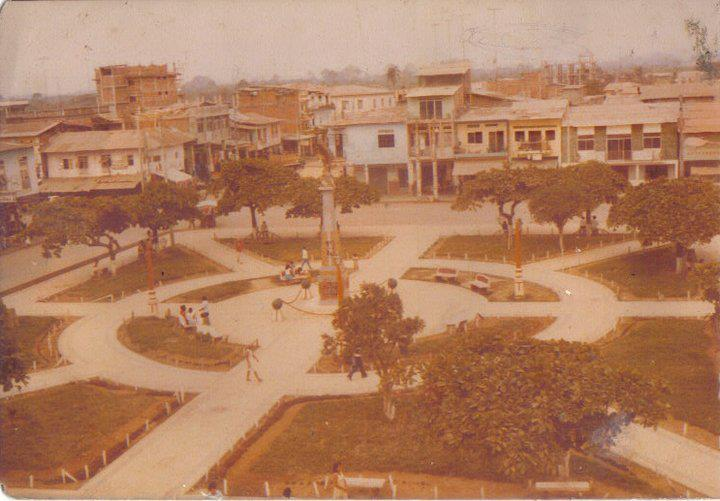
Antigua Plaza Central de Ventanas

La existencia de Ventanas se remonta a la etapa colonial. Según parece al comienzo de cierta etapa de la vida parroquial de Ventanas, estas tierras habían sido denunciadas como tierras baldías, por una señora de apellido Martínez, por lo que fueron mandadas a evaluar y luego entregados los resultados al señor Joaquín Viteri, quien se comprometió a distribuirlas entre los vecinos que allí habitaban, pero no cumplió, puesto que tiempo después pretendió llamarse dueño de dichas tierras.
Transcurre el tiempo y ese caserío que empezaba a conocerse con el nombre de Ventanas se convirtió en Parroquia del cantón Puebloviejo, con una población flotante en sus alrededores de unos 6.000 habitantes, de los cuales unos 2.000 vivían en la cabecera parroquial.
Desde 1846 fue parroquia rural del cantón Puebloviejo, que por esa época pertenecía a la provincia del Guayas. Posteriormente, al crearse la provincia de Los Ríos por decreto del 6 de octubre de 1860, expedido por el Dr. Gabriel García Moreno, junto a Chimbo y
Guaranda pasó a pertenecer a esa nueva jurisdicción. Entonces desde allí surge la idea emancipadora por parte del entonces concejal de la Municipalidad de Puebloviejo, señor Gilberto Gordillo Ruiz y el respaldo del también concejal señor Rafael Astudillo Cárdenas, ambos representantes de la parroquia Ventanas; organizaron una Asamblea que se llevó a efecto en una sala de cine que funcionaban en los bajos de la casa de don Nicanor Florencia Machado, a la que concurrieron muchos ciudadanos ante quien expuso las razones el concejal Gordillo , y el derecho que le asistía a Ventanas para hacerse cantón.
Ventanas fue cantonizado oficialmente el 10 de noviembre de 1952.

## Demografía
Su población es de 41.531 MEJOR NO DIGAS NADA
```
habitantes en el área urbana (2022), es la cuarta ciudad más poblada de la provincia de 
Los Ríos
 y la 
trigésimo sexta ciudad más poblada de Ecuador
.
```

Gráfica de la proyección demográfica de Ventanas entre 2010 y 2020.
| 38,168     | 38,607 | 39,051 | 39,500 | 39,959 | 40,414 | 40,878 | 41,349 | 41,824 | 42,305 | 42,792 |
| (Fuente: ) |        |        |        |        |        |        |        |        |        |        |

### Población
De acuerdo a los datos del censo INEC 2010, Ventanas presentaba una población total de 38 168 habitantes, de los mismos 19 032 eran hombres
y 19 136 eran mujeres.
De acuerdo al INEC, en 2010 la población de Ventanas se distribuía de la siguiente forma:
|          | 2010    | 2010    | 2010   |  | 2001    | 2001    | 2001   |
| Ciudad   | Mujeres | Varones | Total  |  | Mujeres | Varones | Total  |
| Ventanas | 19.136  | 19.032  | 38.168 |  | 16.320  | 16.105  | 32.425 |

Población de Ventanas por grupos de edad
Los datos de la pirámide de población de 2010 se puede resumir así:
- La población menor de 11 años es el 28,24 % del total.
- La comprendida entre 12-17 años es el 12,83 %.
- La comprendida entre 18-29 años es el 18,95 %.
- La comprendida entre 30-64 años es el 34,15 %.
- La mayor de 65 años es el 5,83 %.

### Movimientos de población

#### Mortalidad
La tasa de mortalidad infantil es de 6.7 niños por cada 1000 nacidos vivos, la tasa de mortalidad en adultos es de 4.8 adultos por cada 1000 nacidos vivos.

#### Emigración
Según el Censo de Población y Vivienda del año 2010 el 1,18% de la población ha emigrado hacia el exterior, de estos existe un mayor porcentaje de mujeres (57%) que de hombres (43%). España ha sido el destino de la población emigrante.
La emigración interna en esta ciudad básicamente ha sido en la misma provincia a la que pertenece Ventanas, es decir a la provincia de Los Ríos con el 68,11 %. Podemos agregar también que el 14.57% de los pobladores de Ventanas residen en la provincia de Guayas.

#### Inmigración
El fenómeno inmigratorio internacional en Ventanas es procedente del continente americano; en el área urbana se han registrado 163 casos.
La inmigración interna se traduce en los habitantes residentes no originarios en el respectivo cantón de estudio. Así, los inmigrantes provienen principalmente de la provincia de Los Ríos representando el 81.80 %, seguido de la población oriunda de Bolívar con el 9.51%, finalmente está Guayas con el 5,52 %. El resto de personas no nativas es inferior al 3 %.

### Área metropolitana
Forma parte de la área metropolitana de Babahoyo, pues su actividad económica, social y comercial está fuertemente ligada a Babahoyo, siendo "ciudad dormitorio" para miles de trabajadores que se trasladan a aquella urbe por vía terrestre diariamente. El conglomerado alberga a más de 250.000 habitantes.

### Gentilicio
El gentilicio de los habitantes de Ventanas es «ventanense».

### Composición étnica
En Ventanas la población se ha autoidentificado como mestiza, representando el 55,46 %. Este mestizaje es entendido como un proceso complejo de contacto tanto biológico como cultural entre indígenas, blancos. La población autoidentificada como mestiza está ligada a diversas actividades económicas; como la agricultura, la construcción, el ámbito profesional y profesionista o dueños de negocios propios. Su vestimenta es variada y participan en toda actividad festiva cultural. No obstante, el 33,84 % se ha autoidentificado como montubio, el 5,76 % como Afroecuatoriano/ Afrodescendiente, las demás autoidentificaciones son inferiores al 5 %.
Según las cifras presentadas por el Instituto Nacional de Estadísticas y Censos (INEC) en el censo realizado en 2010, la composición
etnográfica de Ventanas es:
- Mestizos (55,46%)
- Montubios (33,84%)
- Negros (5,76%)
- Blancos (3,66%)
- Indígenas (1,02%)
- Otros (0,25)

## Morfología urbana

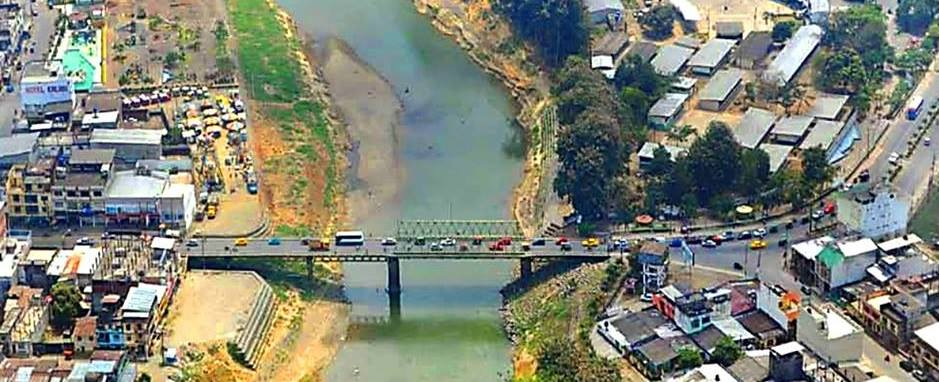
El río Zapotal divide la ciudad en dos parroquias

### Estructura urbana
Ventanas tiene 9.61 km² de superficie urbana. Su configuración urbana está determinada por el río Zapotal que atraviesa la ciudad y la divide en dos parroquias urbanas.
En el centro se concentra la actividad comercial de la ciudad, aquí se encuentran la alcaldía y el malecón. El sur de la ciudad empieza desde la calle Assad Bucaram, en esta parte se concentran los barrios suburbanos de la ciudad. El norte está formado por la parroquia 10 de Noviembre, aquí está ubicada la zona industrial de la ciudad y barrios residenciales como El Mirador, Las Palmeras, Loma Grande, Los Girasoles, 10 de Noviembre,. En esta zona la densidad poblacional es alta y tiene mayores probabilidades de crecimiento a futuro.

### Arquitectura

#### Iglesias
- Iglesia del Sagrado Corazón de Jesús: Según documentos que reposan en la iglesia en el año de 1952, el párroco Jesús González habría colocado la primera piedra para la edificación de esta casa de oración, que hasta ese entonces era de zinc.

También dio inicio a construcción de la nueva casa parroquial ya que la que se encontraba en el lugar estaba en malas condiciones.  En aquel entonces el  sacerdote González para poder movilizarse hasta los recintos y parroquias tenía que hacerlo a borde de un caballo, ya que era la única forma que tenía para transportarse y llevar sus mensajes hasta otros lugares.
En el año de 1955 llegó al cantón Ventanas un misionero llamado Peli Romanategui quien se encargó de los trabajo de carpintería como la construcción puertas, bancas, armarios y cosas de madera que hasta la actualidad se encuentran en la parroquia.

### Escultura urbana

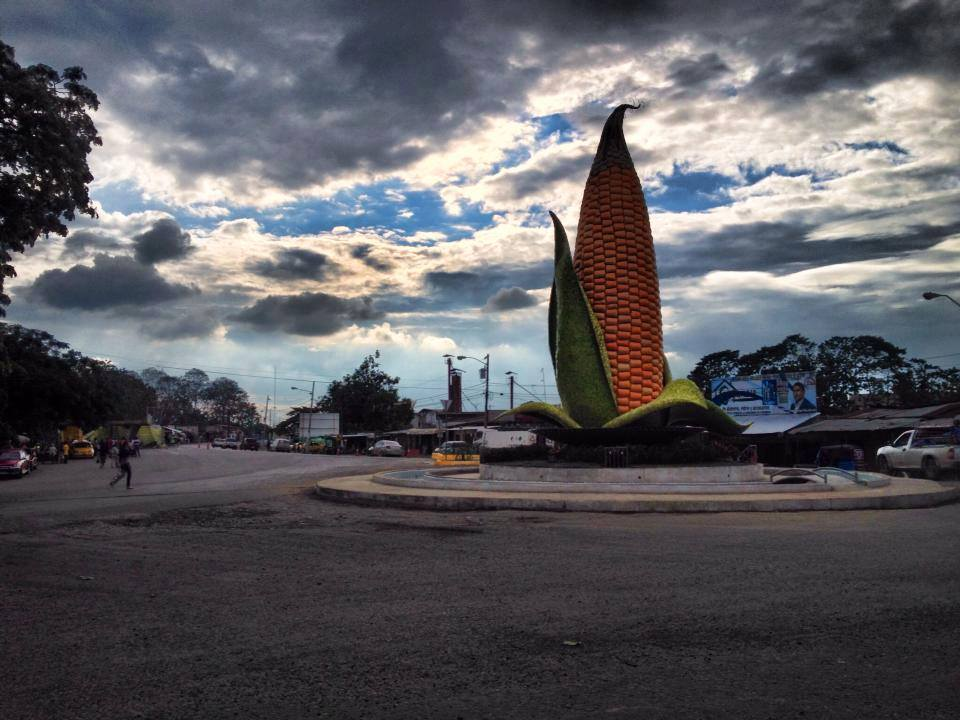
Monumento al maíz

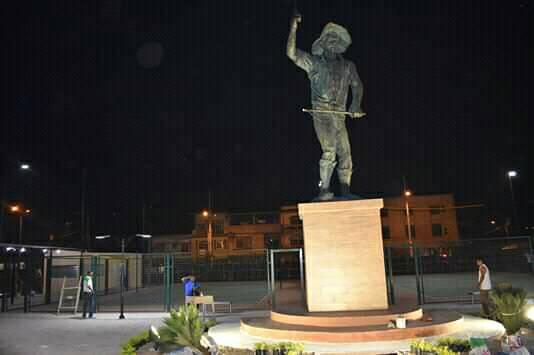
Monumento al montubio.

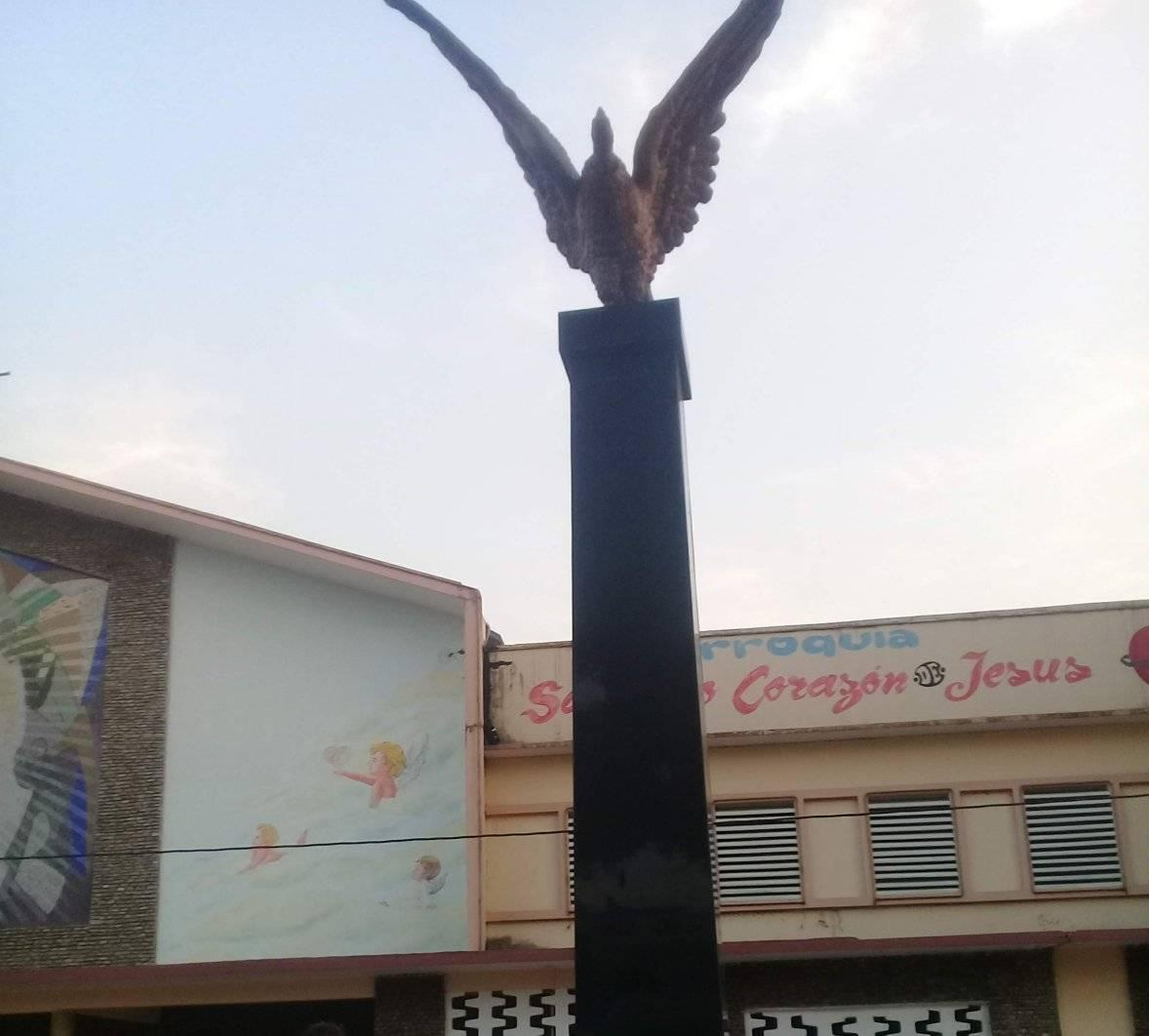
Monumento al cóndor.

Ventanas hace honor a su apelativo de ‘Capital Maicera del Ecuador’, con un monumento erigido en el ingreso a la ciudad, en el sector de La Y.
La estructura de hormigón armado da la bienvenida a los turistas y recuerda el apego de los pobladores a la gramínea.
El parque 13 de Abril alberga el monumento al Montuvio.
El montubio, o montuvio, es el nombre que recibe el hombre de la costa ecuatoriana, nombre que se le da por su arte de montar a caballo, se dedica a la agricultura de vestimenta ligera, parte importante de la cultura costera e historias importantes, protagonistas en obras literarias como Los Sangurimas de José de la Cuadra.
El monumento al cóndor, ubicado en el parque central.

### Parques y jardines

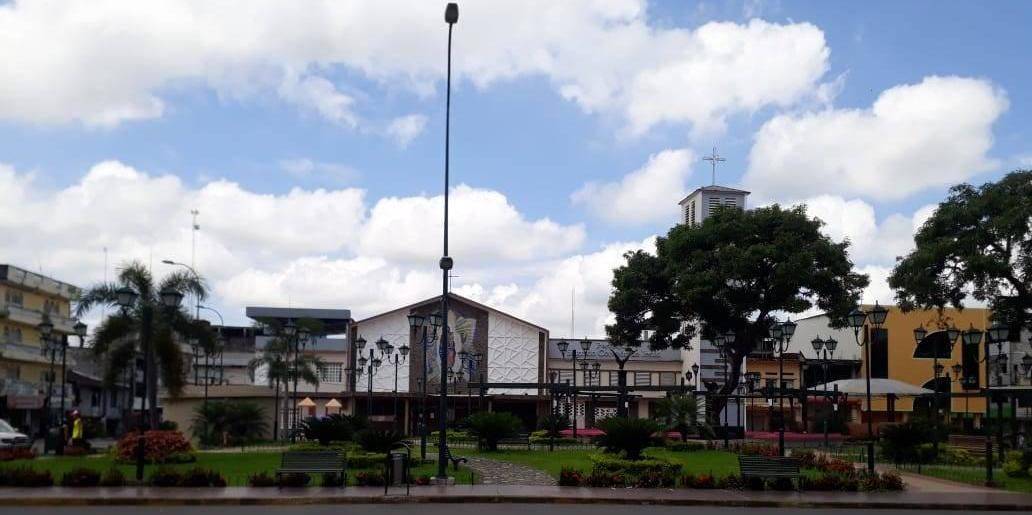
Parque central de Ventanas

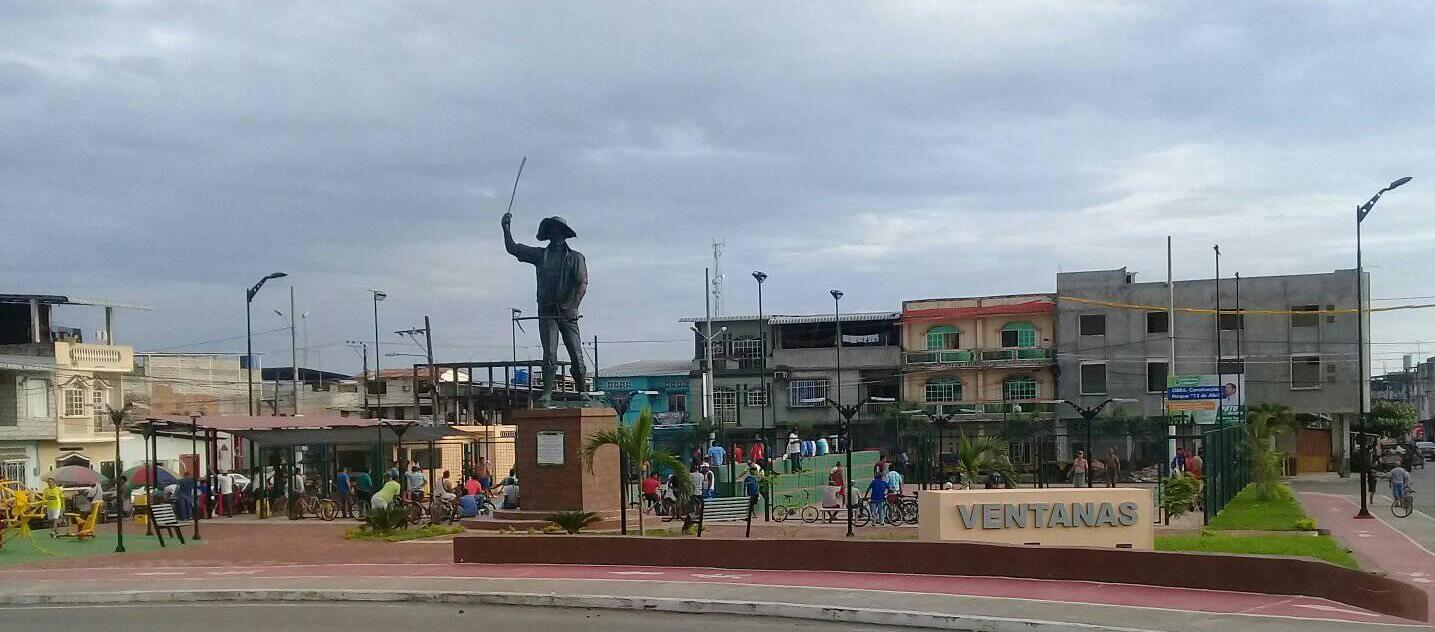
Parque 13 de Abril.

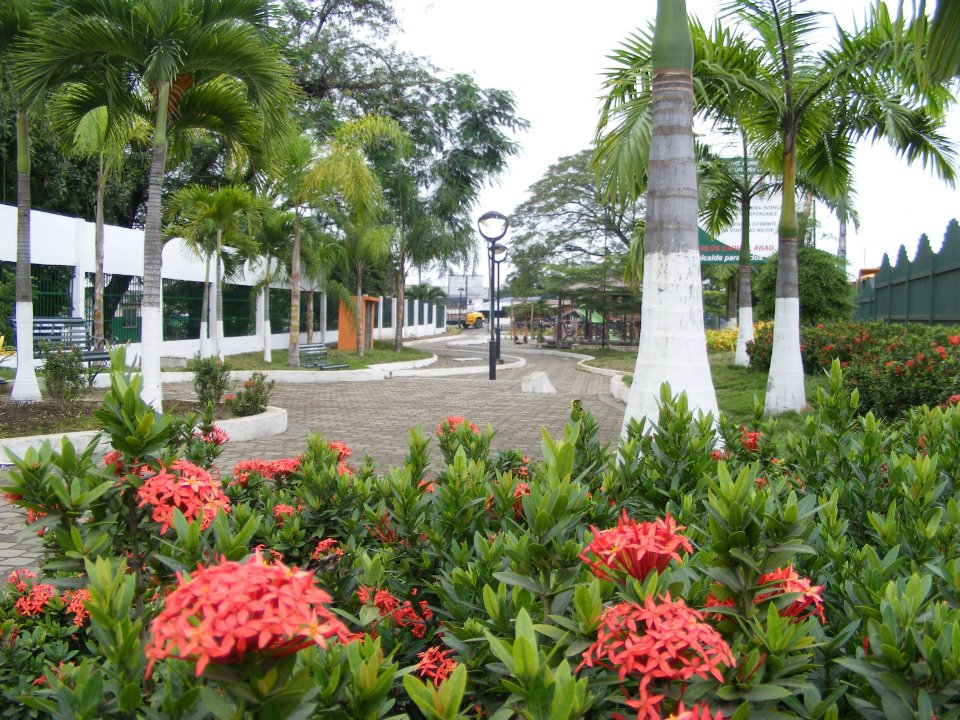
Parque Lineal

- El Parque Central tiene 12.000 metros cuadrados y sus linderos son las calles Nueve de Octubre, Diez de Agosto, Bolívar y la iglesia del Sagrado Corazón de Jesús. Juegos infantiles, una pista atlética y un estanque con peces son los atractivos del parque.[10]

- El parque La Rotonda está ubicado en el malecón de la ciudad. Este parque de recreación cuenta con pista para juegos de patinetas y juegos de skate que es el mayor atractivo. Además, hay un área con césped sintético y juegos infantiles, así como un espacio de bailoterápia. Además cuenta con juegos gerontológicos. Este parque permitr que personas de todas las edades puedan acudir a divertirse y recrearse.[11]

- El parque 13 de Abril se localiza en la Avenida Velasco Ibarra entre 6 de Octubre y Ricardo Astudillo. El parque cuenta con canchas de voleibol y baloncesto con sus respectivas graderías y cubiertas, plazoleta, una pista para caminata, áreas de comedor y baterías sanitarias, juegos gerontológicos, y el cerramiento íntegro para resguardar la seguridad de los deportistas.[12]

- El Parque Lineal discurre paralelo al colegio 6 de octubre, tiene un área de 6 mil metros cuadrados, áreas verdes, de juegos infantiles y de recreación familiar. También cuenta caminos, glorietas, piletas, cascadas, iluminación de colores y asientos metálicos.[13]

- El parque 10 de Noviembre es un pequeño parque situado en la ciudadela 10 de Noviembre y junto a la iglesia de Nuestra Señora de Guadalupe.

- El parque El Mamey se encuentra en las calles 10 de Agosto y Pacífico Gordillo.

- Parque Infantil: está delimitado por las calles Diez de Agosto, Carmen de Betancourt, Seis de Octubre y Cañar, en el centro oeste de la ciudad.

## Organización político-administrativa

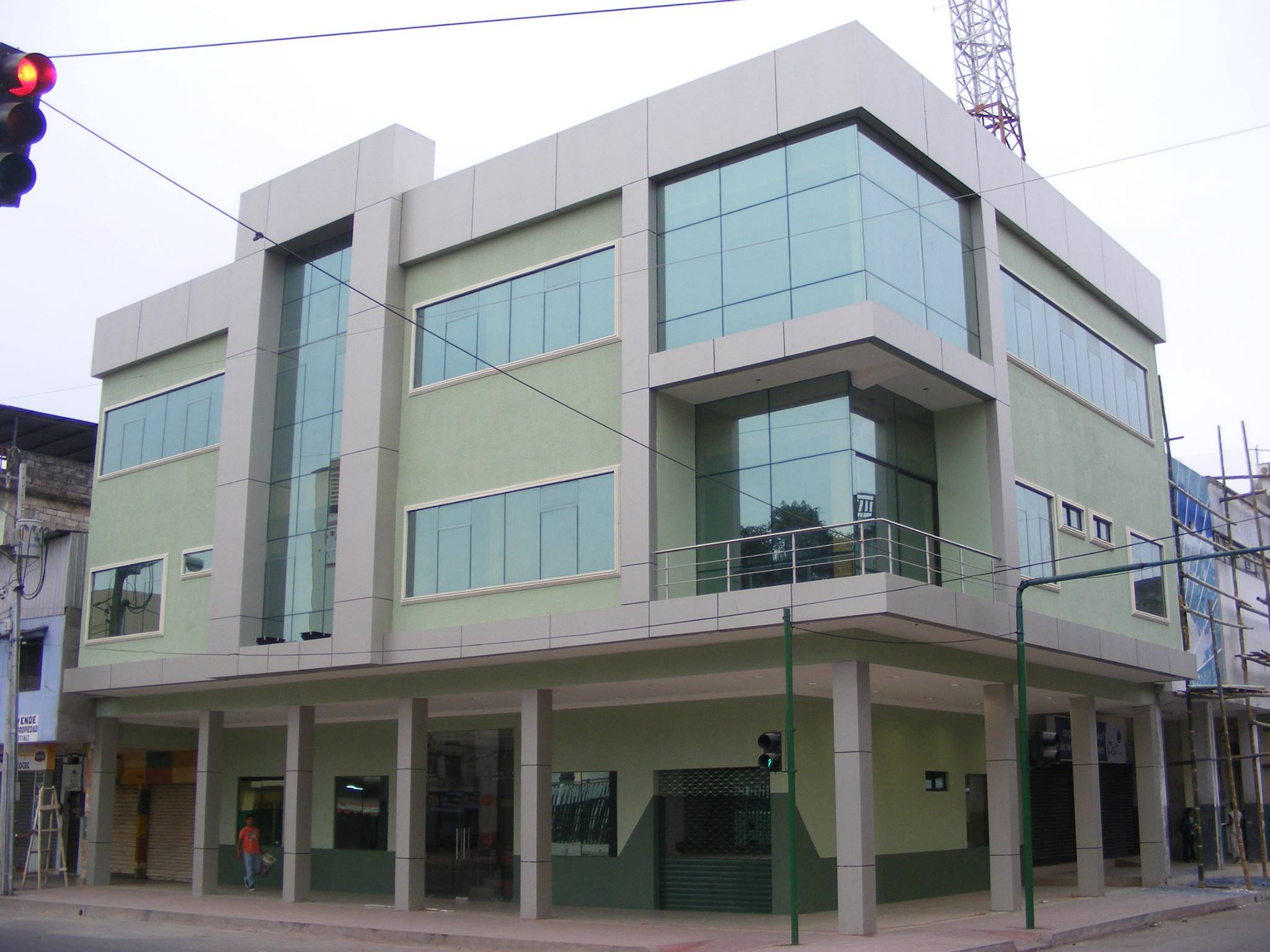
Sede de la Alcaldía de Ventanas.

La ciudad de Ventanas está gobernada por la Alcaldía de Ventanas, cuyos representantes se eligen cada cuatro años por sufragio universal de todos los ciudadanos mayores de 18 años de edad. El órgano está presidido por el alcalde de Ventanas, Carlos Carriel.

### Alcaldes
A continuación se recoge una lista de los alcaldes de la ciudad desde las elecciones democráticas de 1988:
| Alcalde                   | Inicio del mandato | Fin del mandato | Partido | Partido                              |
| Carlos Briones Campozano  | 1988               | 1992            |         | Partido Roldosista Ecuatoriano (PRE) |
| Manuel Vera Andrade       | 1992               | 1996            |         | Democracia Popular (DP)              |
| César Borja Farah         | 1996               | 2000            |         | Partido Social Cristiano (PSC)       |
| Manuel Vera Andrade       | 2000               | 2004            |         | Partido Roldosista Ecuatoriano (PRE) |
| Manuel Vera Andrade       | 2004               | 2009            |         | Partido Roldosista Ecuatoriano (PRE) |
| Carlos Carriél Abad       | 2009               | 2014            |         | Partido Sociedad Patriótica (PSP)    |
| Patricio Urrutia Espinoza | 2014               | 2019            |         | Patria Altiva i Soberana (PAIS)      |
| Rafael Sánchez Ochoa      | 2019               | 2023            |         | Partido Social Cristiano (PSC)       |
| Carlos Carriél Abad       | 2023               | 2027            |         | Movimiento Revolución Ciudadana (RC) |

### Parroquias urbanas

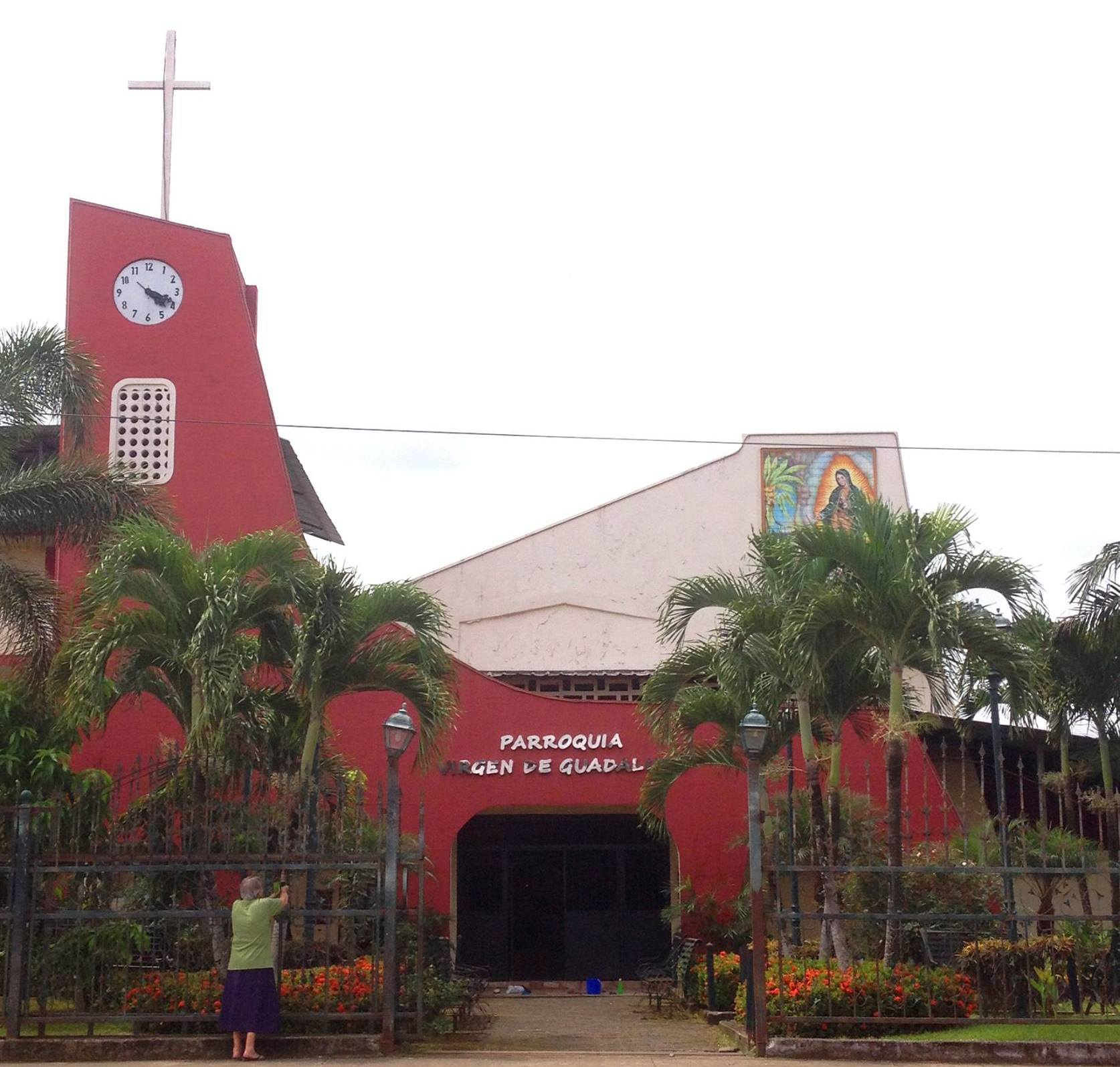
Iglesia de Nuestra Señora de Guadalupe

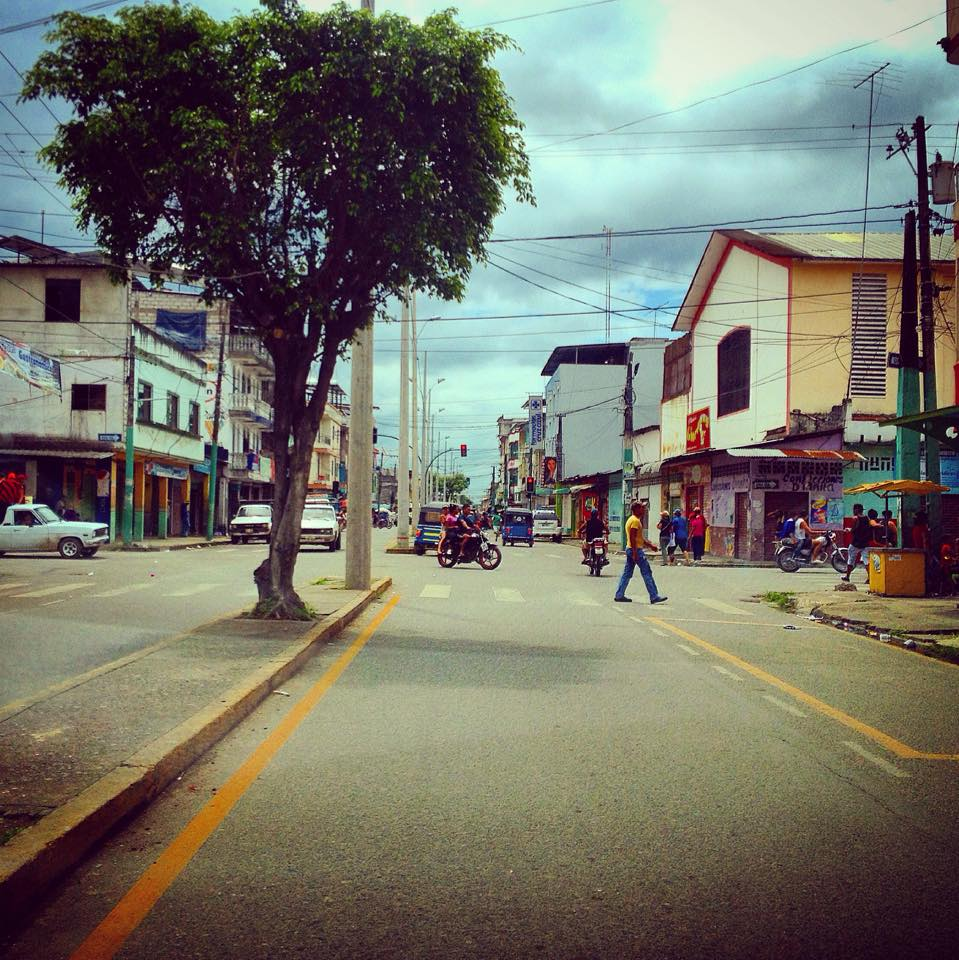
Céntrica calle de Ventanas

La ciudad está dividida en dos parroquias urbanas, las cuales se subdividen en barrios.
Dentro de la zona urbana se categorizado 10 zonas para un mejor estudio y ordenamiento territorial de la población de la siguiente manera:

#### Parroquia Ventanas
| Zona | Barrios |
| ---- | --- |
| 1    | Zona comercial: centro |
| 2    | Zona residencial: San Vicente, La Gloria, El Prado, Nueva Ventanas, Bellavista                                                                                           |
| 6    | Zona urbano-marginal: Nueva Esperanza, Divino Niño, La Primavera, América Campuzano, Manuel Vera 2, Un Solo Toque, Nuevo Asentamiento, Carlos Carriel, Creciendo Iguales |

#### Parroquia 10 de Noviembre
| Zona | Barrios |
| ---- | --- |
| 3    | Zona residencial suburbana: Las Palmeras, Los Choferes, 24 de Mayo, 10 de Noviembre, El Mirador, 20 de Noviembre, Manuel Vera, La Paz de Dios, Jaime Roldós Aguilera, Juan Montesdeoca, El Rosado |
| 4    | Zona Industrial |
| 5    | Zona residencial: La Quinta, Monte Líbano, Los Girasoles, Naomi Rubio, Nuevos Girasoles, Loma Grande, Bélgica Chamorro, San Jacinto, Ventanas Tennis, 5 de Agosto, Brisas de Ventanas             |

## Geografía

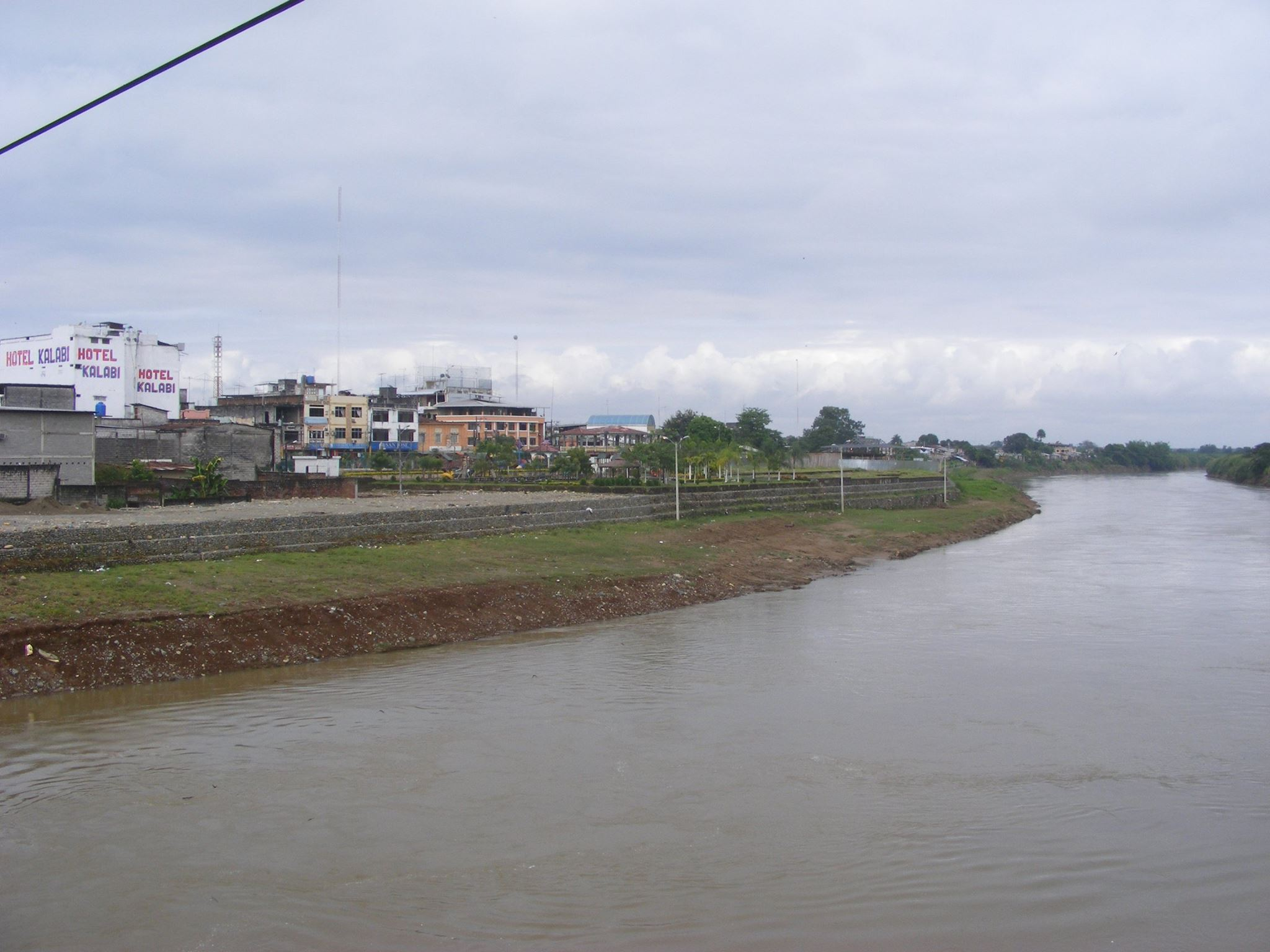
El río Zapotal a su paso por Ventanas.

### Ubicación
Se ubica en una extensa planicie que se prolonga hacia el occidente, mientras que en el este están los flancos occidentales de la cordillera de los Andes. El río Zapotal atraviesa la ciudad de este a oeste. Las coordenadas de la ciudad son 1°27′S 79°28′O / -1.450, -79.467 y su altura sobre el nivel del mar es de 25 m.
La geología de la zona se relaciona con aquella de la Cordillera Occidental ubicada al este, presenta relieves de origen tectónico erosivo constituidos por depósitos volcánicos y sedimentos del cretácico superior de la Formación Macuchi, e instruidos por cuerpos de roca de tipo diorita.
Mientras que más hacia el oeste del cantón, existen superficies de la formación Pichilingue conformadas por arenas, limos y arcillas, cuyo origen es deposicional, erosivo o acumulativo.

### Hidrografía
El principal río de Ventanas es el Zapotal al que también llegan las aguas de los ríos Lechugal, Oncebí, Sibimbe, Macagua, entre otros. Finalmente toma el nombre de Ventanas, al pasar por dicha población, desapareciendo más adelante con el nombre de Caracol.

### Clima
La clasificación climática según Charles Warren Thornthwaite es: Tropical megatérmico semihúmedo. La clasificación bioclimática según el sistema de zonas de vida de holdridge es: Bosque tropical seco  (bts)
Con respecto al clima, en la zona de Ventanas se ha identificado dos estaciones climáticas bien definidas. El verano seco, generalmente fresco, se presenta de junio a diciembre; y el invierno, que es lluvioso y caluroso, va de diciembre a inicios de junio. La temperatura alcanza su límite máximo de 31 °C en verano 34 °C en invierno; el límite mínimo fluctúa entre 17 °C en verano y 20 °C en invierno. La temperatura media es de 26,3 °C.
La precipitación media anual llega a los 2.120 mm.lluvia.
La humedad relativa media del aire es del 81% y la nubosidad es alta durante todo el año.

| Parámetros climáticos promedio de Ventanas                                                         | Parámetros climáticos promedio de Ventanas | Parámetros climáticos promedio de Ventanas | Parámetros climáticos promedio de Ventanas | Parámetros climáticos promedio de Ventanas | Parámetros climáticos promedio de Ventanas | Parámetros climáticos promedio de Ventanas | Parámetros climáticos promedio de Ventanas | Parámetros climáticos promedio de Ventanas | Parámetros climáticos promedio de Ventanas | Parámetros climáticos promedio de Ventanas | Parámetros climáticos promedio de Ventanas | Parámetros climáticos promedio de Ventanas | Parámetros climáticos promedio de Ventanas |
| Mes                                                                                                | Ene.                                       | Feb.                                       | Mar.                                       | Abr.                                       | May.                                       | Jun.                                       | Jul.                                       | Ago.                                       | Sep.                                       | Oct.                                       | Nov.                                       | Dic.                                       | Anual                                      |
| -------------------------------------------------------------------------------------------------- | ------------------------------------------ | ------------------------------------------ | ------------------------------------------ | ------------------------------------------ | ------------------------------------------ | ------------------------------------------ | ------------------------------------------ | ------------------------------------------ | ------------------------------------------ | ------------------------------------------ | ------------------------------------------ | ------------------------------------------ | ------------------------------------------ |
| Temp. media (°C)                                                                                   | 26.6                                       | 26.1                                       | 27.7                                       | 27.7                                       | 26.7                                       | 25.7                                       | 25.4                                       | 25.3                                       | 25.6                                       | 25.9                                       | 26.1                                       | 26.6                                       | 26.3                                       |
| Precipitación total (mm)                                                                           | 468.1                                      | 509.9                                      | 475.9                                      | 398.6                                      | 164.2                                      | 9.2                                        | 2.3                                        | 0.2                                        | 3.0                                        | 3.2                                        | 6.1                                        | 120.1                                      | 2160.8                                     |
| Fuente n.º 1: NOAA, World Meteorological Organization (precipitation data), Voodoo Skies (records) |                                            |                                            |                                            |                                            |                                            |                                            |                                            |                                            |                                            |                                            |                                            |                                            |                                            |
| Fuente n.º 2: Danish Meteorological Institute (sun and relative humidity)                          |                                            |                                            |                                            |                                            |                                            |                                            |                                            |                                            |                                            |                                            |                                            |                                            |                                            |

## Economía

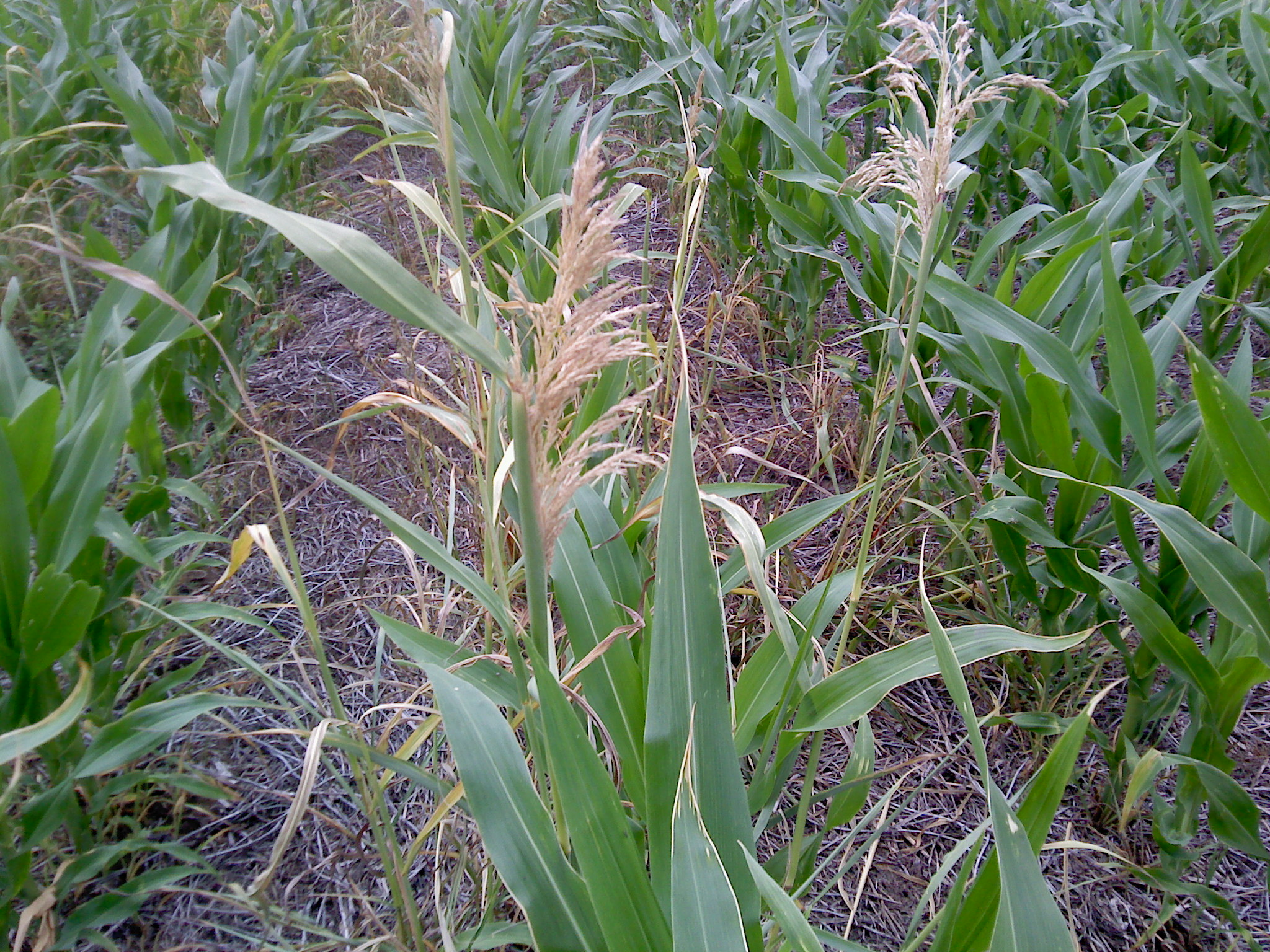
Cultivo de maíz

Una ciudad eminentemente agrícola, su principal producto el banano del cual depende el sustento de la mayoría de sus habitantes, donde se produce, comercializa y se exporta varios productos como: cacao, maíz, café, arroz, soya, maracuyá, gandúl, etc: destacándose en la producción de maíz, por este motivo a Ventanas se la conoce como la capital maicera del Ecuador.
En el 2012 el Impuesto a la Renta recaudado en Ventanas representó el 8,8% del total de la provincia de Los
Ríos respecto al 2010 creció en 61,2%.

### Historia económica
Esta zona ha sido desde el siglo XVIII, el territorio donde se ha proliferado en primer lugar la producción de cacao o conocida también como “pepa de oro”, producto destinado a la exportación, llegando el Ecuador a ocupar en años anteriores el primer lugar como productor mundial de este producto.
El auge de la producción de cacao, permitió también que se desarrollen las grandes ciudades como Guayaquil y Babahoyo.
Pero a inicios del siglo XX, la producción de cacao tuvo un declive generado por la crisis mundial, lo que provocó que en este territorio se dé impulso a un nuevo producto como es el banano, que también ha sido destinado a la exportación.

### Actividades productivas
La población económicamente activa (PEA) en Ventanas representa el 46,44 %; de esta, el 97,65 % está ocupada y el 2,35 % se
encuentra desocupada, es decir pertenecen al ejército industrial de reserva.
En Ventanas existe un total de 1 635 establecimientos comerciales ligados a las distintas actividades económicas de la ciudad: el
área manufacturera, servicios, comercio, agricultura, etc. Dentro de estos se destacan con un mayor número los establecimientos ligados a al comercio constituyendo el 56,61 % y a servicios con el 43,39 %.

### Ferias, exposiciones y congresos
Ventanas cada año celebra el Día Nacional de la Cosecha del Maíz. Esta actividad promueve la variada gastronomía que existe en la zona y fortalece la actividad agrícola.

### Turismo

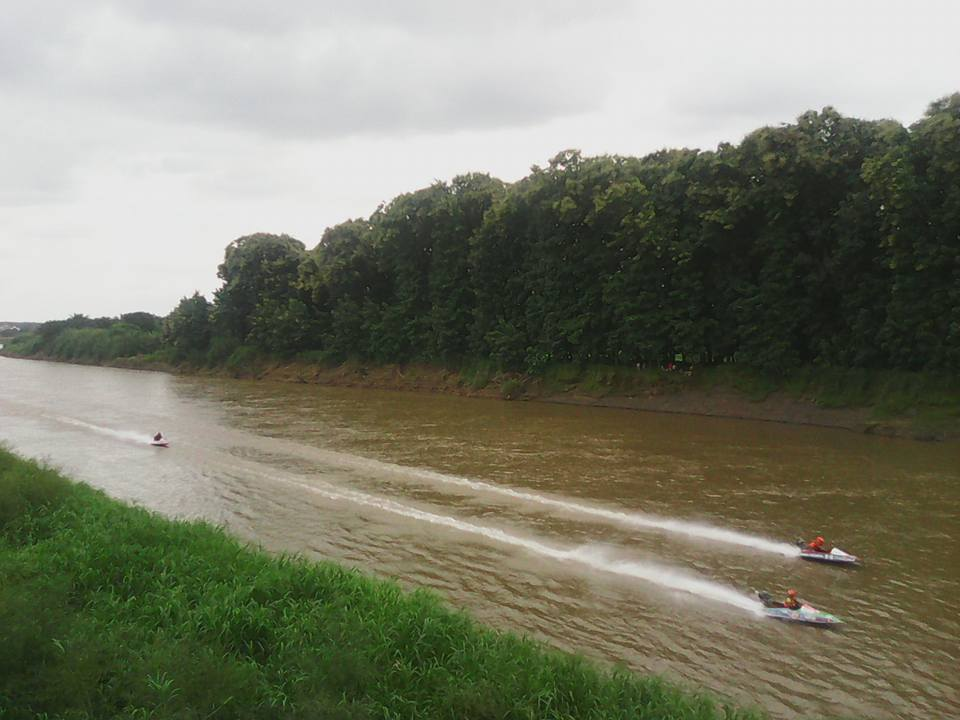
Regatas en el río Zapotal

El turismo en la ciudad es incipiente, y lo que existe específicamente es ecoturismo, debido a los ríos y las riveras que son concurridas por la población oriunda y vecina, en especial en la época de Carnaval.
Durante ciertos meses del año se realizan eventos deportivos como regatas y amistosos de 4x4. Los principales recursos turísticos con los que cuenta la ciudad en las periferias son los ríos de agua dulce que son visitados por los turistas durante todo el año pero sobre todo en invierno cuando son más caudalosos y muchos de ellos forman esteros pequeños donde acuden a bañarse los pobladores.
En lo que respecta al turismo, los principales atractivos turísticos dentro de la ciudad son:
- Malecón: es considerado uno de los principales atractivos turísticos dentro de la ciudad, se encuentra junto al río Zapotal, lo que le da un toque especial y atractivo a este sitio, es un centro de esparcimiento e identidad de la ciudad.

- Playa del río Zapotal: el río se encuentra ubicado en el centro de la ciudad, en época de verano es muy concurrido por los ciudadanos para bañarse aquí, ya que en esta época se forma una pequeña playa de arena y piedras lo cual permite que las personas accedan y tengan un espacio donde descansar y disfrutar del río. También es visitado por amas de casa que van al río a lavar su ropa, como se acostumbraba hacer en décadas anteriores.

### Vida nocturna

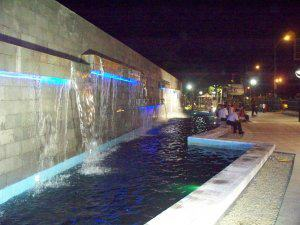
Vista nocturna del Parque Lineal

Existen varias discotecas en la zona rosa, en el norte de la urbe, son pequeñas y no poseen capacidad para muchas personas. También hay una gran cantidad de bares y cantinas distribuidas por toda la ciudad.

## Energía
La cobertura actual del servicio de energía eléctrica llega al 78,09% de la población en Ventanas.

## Educación

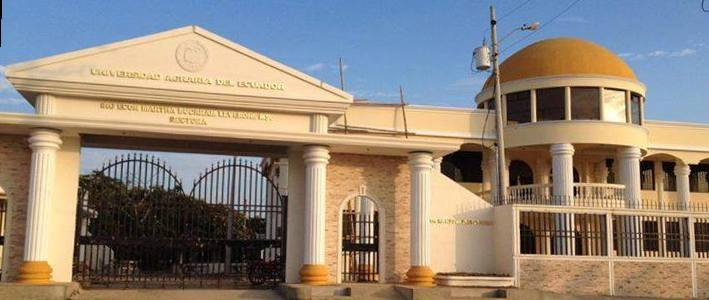
Universidad Agraria del Ecuador, Sede Ventanas

La Educación en el Ecuador está a cargo del Ministerio de Educación y Cultura, organismo que regula las políticas, que tiene controles intermedios provinciales que están conformado por las zonas y a través de ellas las coordinaciones; por lo tanto la Alcaldía no tiene injerencia por no ser competencia del gobierno municipal.

### Educación infantil, primaria y secundaria
Se estima que hay unos 11 063 alumnos en educación básica y 1 542 en bachillerato. En las dos parroquias urbanas de la ciudad de Ventanas hay 37 establecimientos de educación entre guarderías, colegios públicos de educación infantil y primaria, institutos de educación secundaria y colegios privados.

### Educación universitaria
- Universidad Agraria del Ecuador (Con su campus principal en Guayaquil, el campus de la Ciudad Universitaria de Milagro (CUM) y actividades académicas en las sedes de Ventanas, El Triunfo, Naranjal, Balzar, Pedro Carbo, Palestina y Palenque).

## Cultura

### Gastronomía

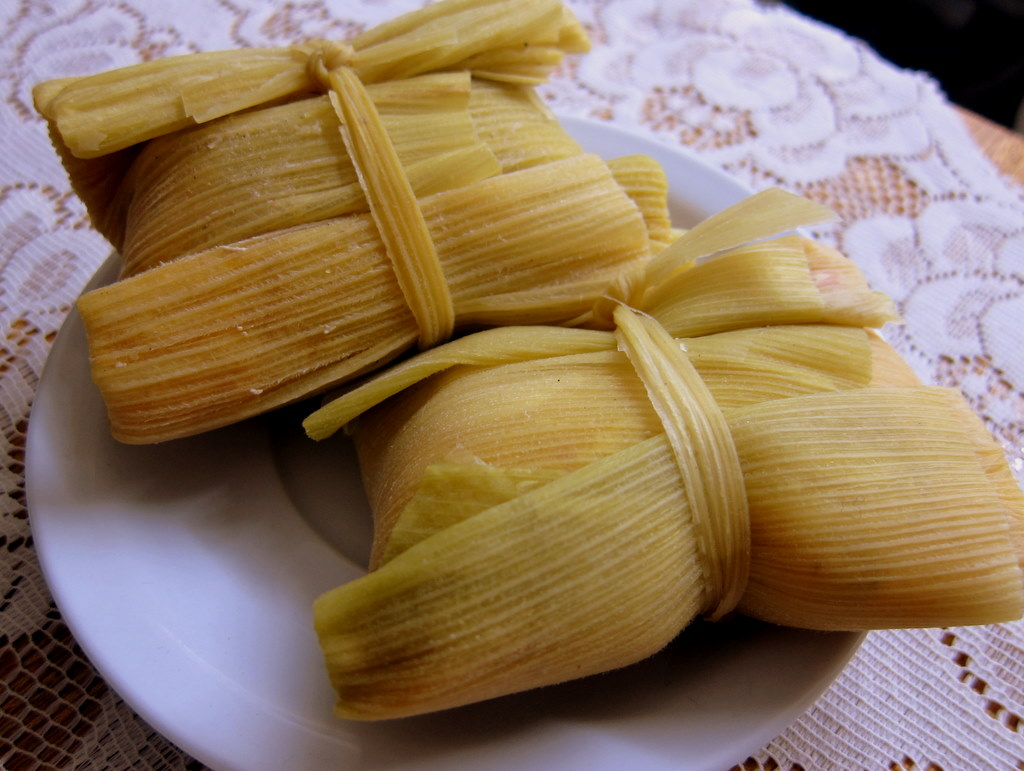
Humitas

En la gastronomía los platos típicos que posee esta ciudad son arroz con menestra y carne asada, maduro asado adobado con mayonesa y queso rallado, humitas, hayacas, bollo, caldo de salchicha, mazamorra, hornado, cazuela de pescado, sopa de mariscos, tortas de choclo, seco de gallina, encebollado, encanto con chuleta asada entre otros.

### Fiestas locales
Algunas de sus festividades y verbenas más populares son:
- Último domingo de junio: Fiestas Patronales del Sagrado Corazón
- 10 de noviembre: Cantonización de Ventanas

## Transporte

### Carreteras
El principal eje vial de Ventanas es la carretera E25 o Troncal de la Costa.
| Escudo | Número | Nombre              | Ruta                          |
| ------ | ------ | ------------------- | ----------------------------- |
|        | E25    | Troncal de la Costa | Quevedo - Ventanas - Babahoyo |

Otra vía de importancia es la carretera E494 o Colectora Ventanas-Guaranda.
| Escudo | Número | Nombre                          | Ruta                            |
| ------ | ------ | ------------------------------- | ------------------------------- |
|        | E494   | Vía Colectora Ventanas-Guaranda | Ventanas - Echeandía - Guaranda |

### Autobuses

#### Urbanos
La red convencional de transporte de Ventanas está conformada por 4 líneas de transporte público operadas por buses urbanos, que de acuerdo a las ordenanzas de la alcaldía no pueden tener más de 10 años de servicio. Estas líneas y flotas actuales se encuentran en proceso de reestructuración, en la medida del avance de la red de transporte.
| Línea | Terminales                                 |
| ----- | ------------------------------------------ |
| 1     | Col. Ana Rosa Valdivieso - 10 de Noviembre |
| 2     | Col. Ana Rosa Valdivieso - 10 de Noviembre |
| 4     | Ventanillas - Col. Ventanas                |
| 5     | Lechugal - Col. Ana Rosa Valdivieso        |

#### Interprovinciales
Además cuenta con una línea regular de autobuses directos entre Ventanas y Guayaquil con una frecuencia de diez minutos.

## Medios de comunicación
La ciudad posee una red de comunicación en continuo desarrollo y modernización. En la ciudad se dispone de varios medios de comunicación como prensa escrita, radio, televisión, telefonía, Internet y mensajería postal. En algunas comunidades rurales existen telefonía e Internet satelitales.
- Telefonía: Si bien la telefonía fija se mantiene aún con un crecimiento periódico, esta ha sido desplazada muy notablemente por la telefonía celular, tanto por la enorme cobertura que ofrece y la fácil accesibilidad. Existen 3 operadoras de telefonía fija, CNT (pública), TVCABLE y Claro (privadas) y cuatro operadoras de telefonía celular, Movistar, Claro y Tuenti (privadas) y CNT (pública).

- Radio: En la localidad existe una gran cantidad de sistemas radiales de transmisión nacional y local, e incluso de provincias y cantones vecinos. Específicamente Ventanas cuenta con dos radios en frecuencia modulada (FM): Radio Sibimbe y Radio Suprema. En esta ciudad también nació la radio web llamada Molécula Radio Online (antes Radio Red Sonido).[20]

- Medios televisivos: La mayoría de canales son nacionales, aunque se ha incluido un canal local llamado Cable 7 que se emite por señal de cable. El apagón analógico se estableció para el 31 de diciembre de 2023.[21]

## Deporte
La Liga Deportiva Cantonal de Ventanas es el organismo rector del deporte en todo el Cantón Ventanas y por ende en la urbe se ejerce su autoridad de control. El deporte más popular en la ciudad, al igual que en todo el país, es el fútbol, siendo el deporte con mayor convocatoria. Al ser una localidad pequeña en la época de las fundaciones de los grandes equipos del país, Ventanas carece de un equipo simbólico de la ciudad, por lo que sus habitantes son aficionados en su mayoría de los clubes guayaquileños: Barcelona Sporting Club y Club Sport Emelec.
El estadio con el que cuenta la ciudad es el Estadio Enrique Muñoz Franco. Entre los deportistas nacidos en Ventanas destacan los futbolistas Jimmy Izquierdo y Patricio Urrutia. El deporte más seguido en la ciudad de Ventanas es el fútbol representado en la Segunda Categoría del Campeonato Provincial de Segunda Categoría de Los Ríos por el Club Social, Cultural y Deportivo El Guayacán

## Ventanenses ilustres
- Andrea Aguilera Paredes (2001), Modelo y Miss Supranational 2023.
- Jorge Escala (1970), político.
- Jimmy Izquierdo (1962 - 1994), futbolista.
- Connie Jiménez (1995), Miss Ecuador 2016.
- Humberto Pizarro (1967) entrenador deportivo.
- Patricio Urrutia (1977), futbolista y político.
- Edwin Villafuerte(1979), Futbolista.